# Schiffsgrößen und Wasserstraßen
Durch die Maße von Wasserstraßen, Meerengen und Hafenanlagen ergeben sich maximale Schiffsmaße. Oft können allerdings der angegebene Tiefgang und die angegebene Breite oder Länge nicht gleichzeitig voll genutzt werden. Darüber hinaus haben sich bestimmte Schiffsgrößen eingebürgert, welche in der Hauptsache zur vergleichenden Beurteilung von Schiffs- und Charterpreisen in der Seewirtschaft benutzt werden.
Im Detail ist zu beachten, dass ein Schiff, das in Meerwasser bis zu einem bestimmten Tiefgang beladen (seemännisch: „abgeladen“) worden ist, wegen der um gut 2 % geringeren Dichte von Süßwasser in einem Binnenhafen oder im Panamakanal etwa um 2 % tiefer einsinkt. Auch ist in verschiedenen Meeren die Salinität und Temperatur unterschiedlich, was ebenfalls die Dichte und damit den Tiefgang beeinflusst.

## Schiffsgrößen
| Schiffsgröße                 | Gewässer                        | Länge/m          | Breite/m    | Höhe/m | Tiefgang/m | Tragfähigkeit           | Ladung           | Anmerkung |
| ---------------------------- | ------------------------------- | ---------------- | ----------- | ------ | ---------- | ----------------------- | ---------------- | --- |
| Aframax                      | –                               | –                | –           | –      | –          | 70.000 bis 119.000 t    | Rohöl            | – |
| Baltimax                     | Ostsee-Einfahrt Großer Belt     | –                | –           | 65     | 15,4       | 205.000 t               | Rohöl            | B-Max auch mehr Ladung; bei Fahrt durch den Öresund ist eine unbegrenzte Höhe, aber nur ein Tiefgang von 8,00 m möglich                              |
| Baltic Max Feeder            | Ostsee                          | ≈168             | ≈27         | –      | 09,6       | ≈1400 TEU               | Container        | für Feederschiffe |
| Capesize                     | –                               | –                | –           | –      | –          | –                       | Massengut, Rohöl | zu groß für Suezkanal und Panamakanal |
| Chinamax                     | –                               | 360              | 65          | –      | 24         | 400.000 t               | Massengut        | chinesische Häfen |
| Dunkirkmax                   | Schleuse Dünkirchen, Frankreich | 289              | 45          | –      | –          | ≈175.000 t              | Erz              | – |
| Großmotorgüterschiff         | Binnenwasserstraße Klasse Vb    | 110              | 11,40/11,45 | 05,25  | 02,8       | 2800 t, 200 TEU         | –                | – |
| Handysize (Handymax)         | –                               | 180              | 27          | –      | 10         | 10.000 bis 40.000 t     | Massengut        | vier Kräne |
| Japanamax                    | Seto-Inlandsee                  | 225              | –           | –      | –          | 77.000 bis 82.000 t     | Massengut        | – |
| Kamsarmax                    | Kamsar, Guinea                  | 229              | –           | –      | –          | 82.000 t                | Bauxit           | – |
| Malaccamax                   | Straße von Malakka              | 470              | -           | –      | ≈20        | ≈300.000 t, ≈30.000 TEU | unspezifisch     | – |
| Medimax                      | Gasterminal-Skikda, Algerien    | 240              | –           | –      | 12,2       | 70.000 bis 74.000 m³    | Flüssiggas       | – |
| Newcastlemax                 | Hafen von Newcastle, Australien | –                | 47          | –      | –          | 180.000 t               | Kohle            | – |
| NOKmax                       | Nord-Ostsee-Kanal               | 235 geplant: 280 | 32,5        | 40,0   | 09,5       | –                       | –                | bei max. Länge und Breite ist der maximale Tiefgang 7,0 m; nach Fertigstellung des Ausbaus der Oststrecke soll diese Tiefgangsbeschränkung entfallen |
| Panamax                      | Panamakanal                     | 294              | 32,3        | 57,9   | 12         | 80.000 t, 5.000 TEU     | –                | – |
| Panamax II (auch Neopanamax) | Panamakanal, Ausbau             | 366              | 49          | 57,9   | 15,2       | 200.000 t, 14.000 TEU   | –                | seit 26. Juni 2016 |
| Q-Max                        | Hafen Ras Laffan, Katar         | 345              | 53,8        | –      | 12,0       | 266.000 m³              | Erdgas           | – |
| Saimax                       | Saimaa-Kanal                    | 082,5            | 12,6        | –      | 04,35      | 3000 t                  | –                | – |
| Seawaymax                    | Sankt-Lorenz-Seeweg             | 226              | 24          | 35,5   | 07,9       | 28.500 t                | Massengut        | – |
| Setouchmax                   | Seto-Inlandsee                  | 299              | –           | –      | 16,1       | 205.000 t               | Erz, Kohle       | – |
| Suezmax                      | Sueskanal                       | –                | 77,5        | 68     | 20,1       | 240.000 t               | –                | - |
| Supramax                     | –                               | 189,99           | 32,26       | –      | 12,02      | ≈52.500 t               | Massengut        | vier Kräne |

## Größe von Containerschiffen
Bei Containerschiffen werden verschiedene Generationen unterschieden:
- 1. Generation: Baujahr ab 1960, Länge: 137–192 Meter, Breite: 29 Meter, Tiefgang: 10 Meter, TEU: 1000
- 2. Generation: Baujahr ab 1969, Länge: 213,5 Meter, Breite: 29 Meter, Tiefgang: 11,5 Meter, TEU: 2000
- 3. Generation: Baujahr ab 1971, Länge: 260–290 Meter, Breite: 32,2 Meter, Tiefgang: 12,5 Meter, TEU: 2600–3100, Antrieb: 2 Getriebe-Dampfturbinen auf 2 Schrauben oder 3 Diesel auf 3 Schrauben
- 4. Generation: Baujahr ab 1988, Länge: 294 Meter, Breite: 32,3 Meter, Tiefgang: 13,5 Meter, TEU: 3800–5100, Antrieb: 1 Diesel auf eine Schraube
- Postpanamax: Baujahr ab 1988, Länge: 284–318 Meter, Breite: 37,80–42,80 Meter, Tiefgang: 13,50–14,50 Meter, TEU 4600–7000
- 5. Generation: Seit 1997 gibt es so genannte Super Postpanamax Schiffe mit Längen von 322–367 Meter, Breiten 42,8 bzw. 45,6 Meter, TEU 7.000–10.000
- Panamax II: Mit der Eröffnung des erweiterten Panama-Kanals 2016 werden auch dazu angepasste Schiffe zu dieser neuen Schleusen-Größe gebaut mit bis zu 14.000 TEU. Damit sind Postpanamax und Super Postpanamax Schiffe nun in dieser Klasse und wieder fähig den Panamakanal zu befahren.
- Suezmax werden die Schiffe der nächsten Generation mit 12.000–13.000 TEU bezeichnet, die seit 2006 in Dienst gestellt werden (vgl. Emma-Mærsk-Klasse). Ihre Größe wird durch den Tiefgang des damaligen Suezkanals beschränkt. Mit der Erweiterung des Suezkanals von 2010 ist diese Bezeichnung nicht mehr real zutreffend, da auch Schiffe nun bis 20,1 m Tiefgang wie die beladene Ever Given mit 20.124 TEU normalerweise problemlos den Suezkanal passieren. Auch die zurzeit größten Containerschiffe mit 24.000 TEU können mit 16,5 Meter Tiefgang den Suezkanal in der Regel passieren.
- Malaccamax: Containerschiffe mit bis zu 18.000 TEU wurden seit 1999 von einigen Konstruktionsbüros und vom Germanischen Lloyd in einer Machbarkeitsstudie durchgerechnet. Auch hier ist der Tiefgang (englisch: draft) die begrenzende Größe. Auch die zurzeit größten Containerschiffe mit 24.000 TEU und 16,5 Meter Tiefgang können die Malacca-Straße in der Regel passieren. Breitere zukünftige Schiffe könnten hier bis zu 30.000 TEU bei gleichem Tiefgang transportieren. Hier stellt sich die Frage, ob die großen Häfen weltweit hier noch teure Erweiterungen durchführen wollen und Versicherer solche Schiffe und deren Waren noch versichern wollen.

## Schiffstunnel
Der erste von Meer zu Meer (Fjord zu Fjord) geplante Schiffstunnel in Norwegen durch Stadlandet (Stad-Schiffstunnel) soll nach Planungsstand Ende 2019 12 m Wassertiefe, 26,5 m Durchfahrtsbreite und 37 m -höhe haben.

## Andere Wasserstraßen
Die Donau mit Schleusen und Brücken, der Rhein, die Einfahrt in die Lagune von Venedig stellen ebenfalls Wasserstraßen dar, die Schiffsgrößen limitieren.